# 道特弗爾角
54°13′S 36°36′W / 54.217°S 36.600°W
道特弗爾角（英語：Doubtful Point），是南極洲的海岬，位於南喬治亞群島，處於恩滕灣入口處東部，在1929年由英國海軍的地圖命名，該海岬由英國海外領土管轄。